# Corabella (schip, 1937)
De Corabella was een Brits stoomvrachtschip van 5.682 ton, dat tijdensde Tweede Wereldoorlog door een Duitse onderzeeboot tot zinken werd gebracht.

## Geschiedenis
Ze werd in 1937 afgewerkt op de scheepswerf van J.L. Thompson & Sons Ltd, North Sands, Sunderland. De eigenaar was Saguenay Terminals Ltd, Montreal, Canada, met als thuishaven Londen.
Op 18 augustus 1942, nam de Corabella in konvooi SL-118, 88 overlevenden van de Hatarana op, die door de U-214 tot zinken werd gebracht.

## Konvooi TS-37
Het schip had een 48-koppige bemanning aan boord en was geladen met 8.500 ton mangaanerts. De reisroute verliep vanuit Sekondi-Takoradi, Ghana, op 26 april 1943, samen met konvooi TS-37 naar Freetown, Sierra Leone, en later terug naar Groot-Brittannië.
Om 22.56 uur op 30 april 1943 vuurde de U-515, onder bevel van Werner Henke, twee stern- of hektorpedo's af naar konvooi TS-37, die op ongeveer 130 zeemijl ten zuidwesten van Freetown opstoomde. Na een kleine minuut werden de eerste treffers waargenomen in de avondschemering. Het eerste schip werd snel tot zinken gebracht en Werner Henke zag een andere schip in twee stukken breken nadat onder de commandobrug een torpedo was ingeslagen.
Omstreeks 22.57 uur werd een torpedo afgeschoten, die een vrachtschip midscheeps na 52 seconden trof. Een vierde torpedo schoot hij af en een minuut later ontplofte een torpedo midscheeps op een ander vrachtschip.
Om 22.59 u. werd een vijfde torpedo na 1 minuut op een schip afgeschoten die in het schip ontplofte en het onmiddellijk liet zinken. Een zesde torpedo vuurde Henke af om 23.01 u. op een vrachtschip die na 1 minuut en 30 sec. verging, maar dit zinken zou niet opgemerkt worden door de ingevallen duisternis.
Eigenlijk waren deze opgetekende tijdnota's door de U-515, hetzelfde als bij de andere treffers op de vrachtschepen die hij had waargenomen en genoteerd. Henke had snel gehandeld en beweerde dat hij vijf schepen van 31.000 ton en een andere van 6.000 brt vermoedelijk had gezonken. Nochtans, enkel vier schepen werden getroffen en werden tot zinken getorpedeerd. Dit waren de Corabella, Bandar Shahpour, Kota Tjandi en Nagina.
Negen bemanningsleden van de Corabella, met als kapitein Peter Leggett als gezagvoerder, verloren hun leven toen het schip zonk in positie 07°15’ N. en 13°49’ W. De  kapitein, 30 bemanningsleden en acht artilleristen werden door de A/S trawler HMS Birdlip (T 218) opgepikt en de volgende dag aan land gebracht in Freetown.